# Club Houdini
Club Houdini ist eine spanische Mysteryserie für Kinder, die von der Produktionsfirma La Penúltima TV umgesetzt wurde. In Spanien fand die Premiere der Serie im 28. Oktober 2017 auf dem Disney Channel statt. Im deutschsprachigen Raum erfolgte die Erstveröffentlichung der Serie durch Disney+ am 17. Juli 2024.

## Handlung
Beim Nachsitzen in der Schulbibliothek wegen einer Tat, die sie nicht begangen haben, lernen sich die fünf Schüler Martina, Nacho, Tamara, Mateo und Andrés kennen. Durch ein Missgeschick von Mateo geht der Erdglobus in der Schulbibliothek zu Bruch. In ihm finden die fünf Nachsitzer eine geheimnisvolle Karte, die sie zu einem scheinbar verlassenen Haus führt. Dort angekommen, treffen sie auf einen Zauberer, der sich Harry Houdini nennt. Er gibt ihnen weitere Hinweise zu einem Schatz, den es zu entdecken gilt. Dazu müssen die fünf abenteuerlustigen Freunde eine Reihe von kniffligen Rätseln lösen, um an ihr Ziel zu gelangen. Das können sie nur schaffen, indem sie alle an einem Strang ziehen und ihre individuellen Fähigkeiten sowie ihren Einfallsreichtum bündeln. Der Club Houdini ist geboren. Am Ende jeder Folge werden die fünf Freunde mit einem neuen Rätsel konfrontiert, das sie in der nächsten Folge lösen müssen. Der Zuschauer ist eingeladen, mit ihnen zu rätseln.

## Besetzung
| Rolle         | Schauspieler            | Staffel |
| ------------- | ----------------------- | ------- |
| Martina       | Mafalda Carbonell       | 1–3     |
| Mateo         | Nico Rossi              | 1–3     |
| Tamara        | Teresa Rodríguez        | 1–3     |
| Andrés        | Alejandro Serrano       | 1–3     |
| Harry Houdini | Iñaki Ruiz de Galarreta | 1–3     |
| Nacho         | Mikel Platero           | 1–2     |
| Diana         | Laura Quirós            | 2–3     |

## Episodenliste

### Staffel 1
| Nr. (ges.) | Nr. (St.) | Deutscher Titel                      | Originaltitel                                            | Erstausstrahlung (Spanien) | Deutschsprachige Erstveröffentlichung (D/A/CH) |
| ---------- | --------- | ------------------------------------ | -------------------------------------------------------- | -------------------------- | ---------------------------------------------- |
| 1          | 1         | Der Erdglobus                        | La bola del mundoEl globo terráqueo 1                    | 28. Okt. 2017              | 17. Juli 2024                                  |
| 2          | 2         | Abenteuer im Museum                  | Aventura en el museo                                     | 4. Nov. 2017               | 17. Juli 2024                                  |
| 3          | 3         | Der Faden ist durchtrennt            | El hilo se rompeEl hilo está cortado 1                   | 11. Nov. 2017              | 17. Juli 2024                                  |
| 4          | 4         | Die verborgene Seite                 | La cara oculta                                           | 18. Nov. 2017              | 17. Juli 2024                                  |
| 5          | 5         | Wie man aus einem Labyrinth entkommt | Cómo salir de un laberintoCómo escapar de un laberinto 1 | 25. Nov. 2017              | 17. Juli 2024                                  |
| 6          | 6         | Die Wasseruhr                        | El reloj de aguaReloj de agua 1                          | 2. Dez. 2017               | 17. Juli 2024                                  |
| 7          | 7         | Rendezvous unter der Sonne           | Cita bajo el solEncuentro bajo el sol 1                  | 9. Dez. 2017               | 17. Juli 2024                                  |
| 8          | 8         | Haus der Tricks                      | La casa de las trampasLa casa de los trucos 1            | 16. Dez. 2017              | 17. Juli 2024                                  |
| 9          | 9         | Zwei Schritte vom Schatz entfernt    | A dos pasos del tesoro                                   | 23. Dez. 2017              | 17. Juli 2024                                  |
| 10         | 10        | Die Eroberung des Schatzes           | La conquista del tesoro                                  | 30. Dez. 2017              | 17. Juli 2024                                  |
| 11         | 11        | Die Frau im roten Mantel             | La mujer del abrigo rojo                                 | 6. Jan. 2018               | 17. Juli 2024                                  |

### Staffel 2
| Nr. (ges.) | Nr. (St.) | Deutscher Titel                 | Originaltitel                                             | Erstausstrahlung (Spanien) | Deutschsprachige Erstveröffentlichung (D/A/CH) |
| ---------- | --------- | ------------------------------- | --------------------------------------------------------- | -------------------------- | ---------------------------------------------- |
| 12         | 1         | Der Mann mit der Augenklappe    | El hombre del parche en el ojo                            | 6. Okt. 2018               | 17. Juli 2024                                  |
| 13         | 2         | Vier Verse                      | Cuatro versos                                             | 13. Okt. 2018              | 17. Juli 2024                                  |
| 14         | 3         | 59 Schritte                     | 59 escalones59 Pasos 1                                    | 20. Okt. 2018              | 17. Juli 2024                                  |
| 15         | 4         | Prinzessin Agripina             | La princesa Agripina                                      | 27. Okt. 2018              | 17. Juli 2024                                  |
| 16         | 5         | Die Wendeltreppe                | La escalera de caracol                                    | 3. Nov. 2018               | 17. Juli 2024                                  |
| 17         | 6         | Der traurigste Tag aller Zeiten | El día más triste                                         | 10. Nov. 2018              | 17. Juli 2024                                  |
| 18         | 7         | Dieser Friedhof ist ein Scherz  | No es serio este cementerioEste cementerio es un chiste 1 | 17. Nov. 2018              | 17. Juli 2024                                  |
| 19         | 8         | Vier D                          | Cuatro suspensosCuatro D 1                                | 24. Nov. 2018              | 17. Juli 2024                                  |
| 20         | 9         | Fünf in einem Boot              | Cinco en una barca                                        | 1. Dez. 2018               | 17. Juli 2024                                  |
| 21         | 10        | Unter dem Schatten der Bäume    | A la sombra de un árbolBajo la sombra del árbol 1         | 8. Dez. 2018               | 17. Juli 2024                                  |
| 22         | 11        | Bis dann                        | Hasta siempreHasta pronto 1                               | 15. Dez. 2018              | 17. Juli 2024                                  |

### Staffel 3
| Nr. (ges.) | Nr. (St.) | Deutscher Titel                    | Originaltitel                                           | Erstausstrahlung (Spanien) | Deutschsprachige Erstveröffentlichung (D/A/CH) |
| ---------- | --------- | ---------------------------------- | ------------------------------------------------------- | -------------------------- | ---------------------------------------------- |
| 23         | 1         | Nachmittags im Kino                | Una tarde en el cineTarde de cine 1                     | 5. Okt. 2019               | —                                              |
| 24         | 2         | Krawall in der Bibliothek          | Lío en la bibliotecaAlboroto en la biblioteca 1         | 12. Okt. 2019              | —                                              |
| 25         | 3         | Die Tasse in der Tüte              | Si no quieres taza...La taza en la bolsa 1              | 19. Okt. 2019              | —                                              |
| 26         | 4         | Stunt-Double                       | El doble de acciónEspecialistas 1                       | 26. Okt. 2019              | —                                              |
| 27         | 5         | Gib dich zu erkennen!              | ¡Manifiéstate!¡Muéstrate! 1                             | 2. Nov. 2019               | —                                              |
| 28         | 6         | Damit hat niemand gerechnet        | Nadie se esperaba esto                                  | 9. Nov. 2019               | —                                              |
| 29         | 7         | Es war einmal in Albacara          | Los cuatro magníficosÉrase una vez en Albacara 1        | 16. Nov. 2019              | —                                              |
| 30         | 8         | Die Guten, die Bösen und die Katze | Juntos ante el peligroLos buenos, los malos y el gato 1 | 23. Nov. 2019              | —                                              |
| 31         | 9         | Die wilde kleine Bande             | Grupillo salvajeEl pequeño grupo salvaje 1              | 30. Nov. 2019              | —                                              |
| 32         | 10        | Entfernte Snacks                   | Bocadillos lejanos                                      | 7. Dez. 2019               | —                                              |
| 33         | 11        | Die Zeitkapsel                     | La cápsula del tiempo                                   | 14. Dez. 2019              | —                                              |